# 몰수
| |
| 형법 刑法 |
| 형법학 · 범죄 · 형벌 죄형법정주의 |
| 범죄론 |
| 구성요건 · 실행행위 · 부작위범 간접정범 · 미수범 · 기수범 · 중지범 불능범 · 상당인과관계 고의 · 고의범 · 착오 과실 · 과실범 공범 · 정범 · 공동정범 공모공동정범 · 교사범 · 방조범 |
| 항변 |
| 위법성조각사유 · 위법성 · 책임 · 책임주의 책임능력 · 심신상실 · 심신미약 · 정당행위 · 정당방위 · 긴급피난 · 오상방위 · 과잉방위 · 강요된 행위                                     |
| 죄수 |
| 상상적 경합 · 연속범 · 병합죄 |
| 형벌론 |
| 사형 · 징역 · 금고 벌금 · 구류 · 과료 · 몰수 법정형 · 처단형 · 선고형 자수 · 작량감경 · 집행유예                                                                                  |
| 대인범죄 |
| 보통살인죄 · 존속살해죄 · 자살교사·방조죄 |
| 촉탁승낙살인죄 · 영아살해죄 · 낙태죄 |
| 상관살해죄 |
| 폭행죄 · 상해치사죄 · 절도죄 |
| 성범죄 · 성매매알선 · 강간죄 |
| 유괴 · 과실치사상죄 · |
| 대물범죄 |
| 손괴죄 · 방화죄 |
| 절도죄 · 강도죄 · 사기죄 |
| 사법절차 방해죄 |
| 공무집행방해죄 · 뇌물죄 |
| 위증죄 · 배임죄 |
| 미완의 범죄 |
| 시도 · 모의 · 공모 |
| 형법적 항변 |
| 자동증, 음주 & 착오 |
| 정신 이상 · 한정책임능력 |
| 강박 · 필요 |
| 도발 · 정당방위 |
| 다른 7법 영역 |
| 헌법 · 민법 · 형법 |
| 민사소송법 · 형사소송법 · 행정법 |
| 포털: 법 · 법철학 · 형사정책 |
| v • d • e • h |

몰수(沒收)는 범죄행위와 관계있는 일정한 물품을 압수하여 국고에 귀속시키는 처분을 말한다. 보통 범죄행위를 구성한 물건이나 범죄행위를 제공한 물건, 범죄행위의 대가로 얻은 물건 등이 몰수대상이다. 몰수여부는 법관의 재량에 달려 있다. 형법상 몰수는 부가형으로 되어 있어 다른 형벌을 선고하는 경우에 한하여 부과할 수 있다. 그러나 몰수만을 독립하여 과할 수도 있다. 이와 같이 몰수는 형식상 형벌의 일종이지만 이를 과하는 목적은 그 물건에서 생기는 위험성을 방지하는 것 또는 범인에게 범죄에 의한 부당한 이익을 갖게 하지 않겠다는 것이다.

## 판례
- 피고인들이 보이스피싱 사기 범죄단체의 구성원으로 활동하면서 사기범죄의 피해자들로부터 취득한 범죄수익에 대하여 범죄수익은닉의 규제 및 처벌 등에 관한 법률에 따라 추징이 선고된 사안에서, 위 범죄단체활동죄에 의한 범죄수익은 같은 법에 하여 각 추징의 대상이 되고, 그 범죄수익이 사기죄의 피해자로부터 취득한 재산에 해당하여도 마찬가지이다[1]
- 관세법 제269조 제3항 제2호는 ‘수출의 신고를 하였으나 해당 수출물품과 다른 물품으로 신고하여 수출한 자 등은 3년 이하의 징역 등에 처한다’고 규정하고 있고, 제282조 제2항은 ‘제269조 제3항 등의 경우에는 범인이 소유하거나 점유하는 그 물품을 몰수한다’고 규정하고 있다. 따라서 범인이 직접 또는 간접으로 점유하던 밀수출 대상 물품을 압수한 경우에는 그 물품이 제3자의 소유에 속하더라도 필요적 몰수의 대상이 된다.[2]
- 그리고 몰수의 취지가 범죄에 의한 이득의 박탈을 목적으로 하는 것이고 추징도 이러한 몰수의 취지를 관철하기 위한 것이라는 점을 고려하면 몰수하기 불능한 때에 추징하여야 할 가액은 범인이 그 물건을 보유하고 있다가 몰수의 선고를 받았더라면 잃게 될 이득상당액을 의미하므로, 추징하여야 할 가액이 몰수의 선고를 받았더라면 잃게 될 이득상당액을 초과하여서는 아니 된다.[3]
- 마약류 관리에 관한 법률 제67조의 몰수나 추징을 선고하기 위하여는 몰수나 추징의 요건이 공소가 제기된 범죄사실과 관련되어 있어야 하므로, 법원으로서는 범죄사실에서 인정되지 아니한 사실에 관하여는 몰수나 추징을 선고할 수 없다.[4]
- 형법 제357조 제3항에서 몰수의 대상으로 규정한 ‘범인이 취득한 제1항의 재물’의 의미 및 수재자가 증재자로부터 받은 재물을 그대로 가지고 있다가 증재자에게 반환한 경우, 몰수 또는 추징의 상대방(=증재자)[5]
- 갑 재단법인의 이사 겸 사무총장으로서 자금관리 업무를 총괄하는 피고인이, 거주자인 갑 재단법인이 비거주자인 을 회사로부터 원화자금 및 외화자금을 차입하는 자본거래를 할 때 신고의무를 위반하였다는 내용으로 외국환거래법 위반죄가 인정된 사안에서, 금전대차계약의 차용 당사자는 갑 재단법인으로서, 피고인이 위 계약에 의하여 결과적으로 외국환거래법에서 규제하는 차입금을 취득하였다고 인정하기 어려워 피고인으로부터 차입금을 몰수하거나 그 가액을 추징할 수 없다.[6]
- 주형을 선고유예하는 경우에 몰수의 선고유예도 가능하다.[7]
- 주형의 선고를 유예하는 경우에 몰수의 요건이 있는 때에는 몰수만을 선고할 수도 있다.[8]
- 주형의 선고를 유예하지 않으면서 몰수와 추징에 대하여만 선고를 유예할 수는 없다[9]
- 밀항단속법제4조제3항의 취지와 위 법의 입법 목적에 비추어 보면, 밀항단속법상의 몰수와 추징은 일반 형사법과 달리 범죄사실에 대한 징벌적 제재의 성격을 띠고 있으므로, 여러 사람이 공모하여 죄를 범하고도 몰수대상인 수수 또는 약속한 보수를 몰수할 수 없을 때에는 공범자 전원에 대하여 그 보수액 전부의 추징을 명하여야 한다[10]
- 형법 제48조 제1항의 ‘범인’에는 공범자도 포함되므로 피고인의 소유물은 물론 공범자의 소유물도 그 공범자의 소추 여부를 불문하고 몰수할 수 있고, 여기에서의 공범자에는 공동정범, 교사범, 방조범에 해당하는 자는 물론 필요적 공범관계에 있는 자도 포함된다[11]
- 몰수가 비례의 원칙에 위반되는지 여부를 판단하기 위하여는, 몰수 대상 물건(이하 ‘물건’이라 한다)이 범죄 실행에 사용된 정도와 범위 및 범행에서의 중요성, 물건의 소유자가 범죄 실행에서 차지하는 역할과 책임의 정도, 범죄 실행으로 인한 법익 침해의 정도, 범죄 실행의 동기, 범죄로 얻은 수익, 물건 중 범죄 실행과 관련된 부분의 별도 분리 가능성, 물건의 실질적 가치와 범죄와의 상관성 및 균형성, 물건이 행위자에게 필요불가결한 것인지 여부, 물건이 몰수되지 아니할 경우 행위자가 그 물건을 이용하여 다시 동종 범죄를 실행할 위험성 유무 및 그 정도 등 제반 사정이 고려되어야 할 것이다.[12]
- 강도상해의 범행에 사용된 자동차가 만약 피고인의 처 소유라면 몰수 할 수 없다.[13]
- 피고인이 뇌물로 받은 주식이 압수되어 있지 않고 주주명부상 피고인의 배우자 명의로 등재되어 있으며, 위 배우자가 몰수의 선고를 받은 자가 아닌 경우 주식을 몰수할 수 없다.[14]
- 공무원이 그 권한에 의하여 작성한 문서는 그 내용의 일부에 허위기재된 부분이 있다 하더라도 그 문서자체는 공무소의 소유에 속하는 것이라고 해석함이 상당할 것이다. 따라서 피고인이 작성한 위 월간판매실적보고서는 비록 그 내용에 일부 허위기재된 부분이 있다 하여도 소관육군부대의 소유에 속한다 할 것인즉 원심이 이 사건 월간 판매실적보고서를 범인 이외의 자의 소유에 속하지 아니한 것으로 보아 몰수하였음은 형법 제48조 제1항 제1호를 잘못 적용한 것이다[15]
- 형법 제48조 제1항 제1호는 몰수할 수 있는 물건으로서 체포될 당시에 미처 송금하지못하고 소지하고 있던 자기앞수표나 현금은 장차 실행하려고 한 외국환거래법 위반의 범행에 제공하려는 물건일 뿐, 그 이전에 범해진 외국환거래법 위반의 ‘범죄행위에 제공하려고 한 물건’으로는 볼 수 없으므로 몰수할 수 없다[16]
- 뇌물을 받은 자가 그 뇌물을 증뢰자에게 반환한 때에는 증뢰자로부터 이를 몰수 또는 추징하여야 한다[17].

- 제3자 소유의 물건에 대한 몰수판결은 제3자의 소유권에 영향을 미치지 아니한다[18].
- 공무원의 직무에 속한 사항의 알선에 관하여 금품을 받고 그 금품 중의 일부를 받은 취지에 따라 청탁과 관련하여 관계 공무원에게 뇌물로 공여하거나 다른 알선행위자에게 청탁의 명목으로 교부한 경우에는 그 부분을 제외한 나머지 금품만을 몰수하거나 그 가액을 추징하여야 한다[19]
- 수인이 공동하여 수수한 뇌물을 분배한 경우에는 각자로부터 실제로 분배받은 금품만을 개별적으로 몰수하거나 그 가액을 추징하여야 한다[20]
- 증뢰자로부터 뇌물을 받은 금원을 일단 예금하였다가 같은 액수의 금원을 반환한 경우 몰수하여서는 아니되고 받은 금원 상당의 금원을 추징하여야 한다[21]
- 주형인 징역형의 선고를 유예할 경우에도 추징을 선고할 수 있다[22]
- 수인이 공동하여 수수한 뇌물을 분배한 경우에는 각자로부터 실제로 분배받은 금품만을 개별적으로 몰수하거나 그 가액을 추징하여야 한다[23]
- 몰수나 추징이 공소사실과 관련이 있다 하더라도 그 공소사실에 관하여 이미 공소시효가 완성되어 유죄의 선고를 할 수 없는 경우에는 몰수나 추징도 할 수 없다.[24]
- 향정신성의약품관리법 제47조 제1항에 의한 몰수나 추징이 범죄행위로인한이득의 박탈을 목적으로 하는 것이 아니라 징벌적 성질의 처분이라고하더라도 피고인을 기준으로 하여 그가 취급한 범위 내에서 의약품가액 전액의 추징을 명하면 되는 것이지, 동일한 의약품을 취급한피고인의 일련의 행위가 별죄를 구성한다고 하여 그 행위마다 따로 그 가액을 추징하여야 하는 것은 아니다. 피고인이 히로뽕 2g을 매수하여그중0.18g을 6회에 걸쳐 직접 투약한 것으로 기소되어 히로뽕 2g의 매매죄와 6회의 투약죄가 실체적 경합범 관계에 있는 별죄를 구성하는것으로 인정된 사안에서, 피고인이 매수한 히로뽕 2g에 관하여만 몰수·추징을 선고하고 투약된 히로뽕의 시가 상당액에 관하여는 별도로 추징을 명하지 아니한다[25]

## 참고 문헌
- 손동권, 『체계적 형법연습』, 율곡출판사, 2005. (ISBN 8985177915)

## 같이 보기
- 징역
- 금고
- 벌금
- 구류
- 폐기
- 추징
- 대한민국 형법 제48조